# Đạo Quang
Thanh Tuyên Tông (chữ Hán: 清宣宗, 16 tháng 9 năm 1782 – 26 tháng 2 năm 1850), Tây Tạng tôn vị Văn Thù Hoàng đế (文殊皇帝), là vị Hoàng đế thứ 8 của triều đại nhà Thanh, cai trị Trung Quốc từ năm 1820 đến 1850, tổng 30 năm. Cả triều đại của ông chỉ dùng niên hiệu Đạo Quang (道光), còn gọi là Đạo Quang Đế (道光帝).
Thời kỳ cai trị của ông gắn liền với sự kiện rất quan trọng trong lịch sử nhà Thanh đó là cuộc Chiến tranh Nha phiến và ngăn chặn truyền bá đạo Công giáo vào Trung Hoa. Cuộc chiến tranh này đã mở đầu cho việc các nước phương Tây xâm nhập và xâu xé Trung Quốc.
Trong 30 năm tại vị, Đạo Quang Đế lao tâm cần chính, một lòng vì nước vì dân, xứng đáng là vị vua cần kiệm thương dân. Nhưng ông sinh bất phùng thời, làm vua đúng lúc triều chính hủ bại, quan lại bất tài, giặc ngoài lấn lướt, vận nước lung lay, không đủ tài năng để xoay vần thế cục vô phương cứu vãn. Thời kỳ của ông cùng cha là Gia Khánh Đế báo hiệu sự suy vong của Đại Thanh, gọi là [Gia Đạo trung suy; 嘉道中衰].

## Tiểu sử
Tên thật của Đạo Quang Đế là Miên Ninh (綿寧), sinh ngày 10 tháng 8 năm Càn Long thứ 47 (tức ngày 16 tháng 9 năm 1782) ở trong Tử Cấm Thành, Bắc Kinh. Ông là con trai thứ hai của Thanh Nhân Tông Gia Khánh Đế, mẹ là Hiếu Thục Duệ Hoàng hậu Hỉ Tháp Lạp thị. Khi Miên Ninh ra đời, Gia Khánh Đế vẫn còn là Gia Thân vương, Hoàng thập ngũ tử của Càn Long Đế, còn Hỉ Tháp Lạp thị là Đích Phúc tấn. Trước ông, Gia Thân vương đã có con trai cả do Hoà Dụ Hoàng quý phi sinh, được 10 tháng thì chết yểu (sau truy phong Mục Quận vương). Miên Ninh là con của chính thê, người anh thứ xuất lại mất sớm nên không được liệt vào hàng đếm chính thức, do đó Miên Ninh có thân phận cao quý, vừa là con cả lại vừa là đích tử. Ông thông minh hoạt bát từ nhỏ, lại là cháu đích tôn nên rất được lòng Càn Long Đế.
Năm Càn Long thứ 60 (1796), Càn Long Đế thoái vị trở thành Thái thượng hoàng, Gia Thân vương nối ngôi, lấy niên hiệu Gia Khánh, tuyên chỉ sách lập Đích phi Hỉ Tháp Lạp thị làm Hoàng hậu. Năm Gia Khánh thứ 2 (1797), Hoàng hậu bạo băng, Miên Ninh được giao cho Hoàng quý phi Nữu Hỗ Lộc thị nuôi dưỡng. Miên Ninh là người giỏi võ công, tiếng tăm vượt trội trong số các Hoàng tử.
Năm Gia Khánh thứ 4 (1799), tháng 4, Nữu Hỗ Lộc thị được lập làm Kế hậu. Thời điểm đó Hoàng hậu đã sinh 2 đích tử là Hoàng tam tử Miên Khải và Hoàng tứ tử Miên Hân, nhưng Gia Khánh vẫn bí mật lập Hoàng nhị tử Miên Ninh làm Trữ quân vì Miên Ninh thông minh và có chí hơn người, lại mất mẹ từ sớm nên được vua cha thập phần thương yêu. Năm thứ 13 (1808), con trai trưởng của Miên Ninh là Dịch Vĩ ra đời. Sự kiện Thiên Lý giáo vào năm Gia Khánh thứ 18 (1813) diễn ra, ông đích thân đánh giặc, do đó vào tháng 9 được tấn phong tước vị Trí Thân vương (智亲王).
Vào năm Gia Khánh thứ 23 (1818), Trí Thân vương Miên Ninh theo Gia Khánh Đế đi Thịnh Kinh (tên gọi khác của Thẩm Dương) để tế lễ tưởng nhớ tổ tiên. Tối đó hai cha con nghỉ tại Cố cung Thẩm Dương. Tuy nói nơi là cung điện, nhưng thực tế lại khá tồi tàn, chật hẹp, thậm chí còn không bằng với thương phủ Sơn Tây hay phủ đệ của Vương gia. Gia Khánh Đế đưa Miên Ninh tới phòng lò sưởi phía đông của Thanh Ninh cung, lại sai người lấy di vật của Thái Tổ Nỗ Nhĩ Cáp Xích và Thái Tông Hoàng Thái Cực cho Trí Thân vương xem qua. Nhìn những vật phẩm đơn sơ, lại nghe phụ hoàng hồi tưởng lại những năm tháng gian nan lập nghiệp của tổ tiên, Miên Ninh từ đó quyết chí rèn luyện tính tiết kiệm.

## Trị vì

### Ban hành đạo luật tiết kiệm

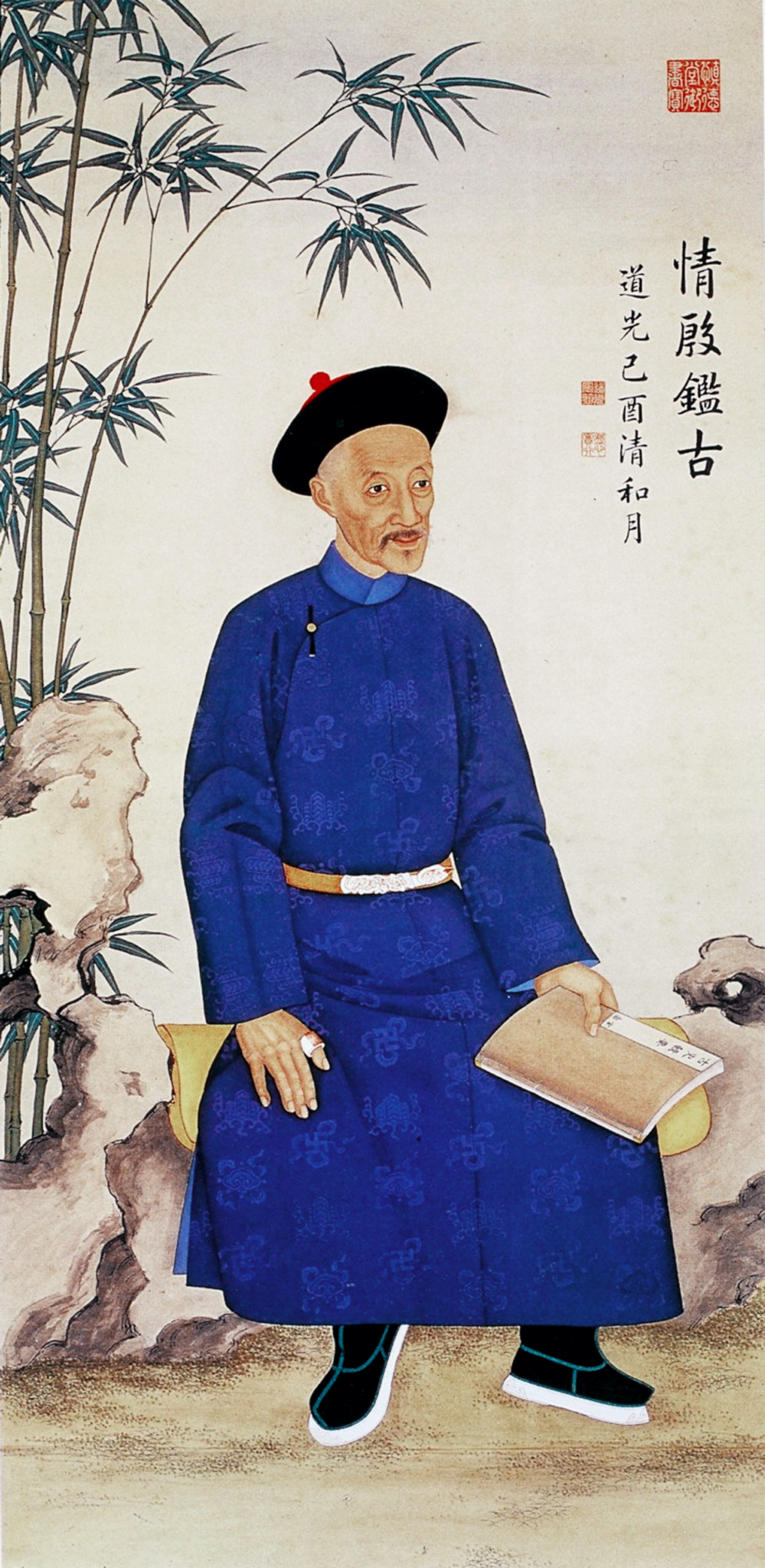
Đạo Quang Hoàng đế mặc thường phục.

Năm Gia Khánh thứ 25 (1820), ngày 18 tháng 7 (âm lịch), Gia Khánh Đế đến Nhiệt Hà, mệnh Trí Thân vương Miên Ninh và Thụy Thân vương Miên Hân phò giá. Khi đó Gia Khánh Đế đã 60 tuổi, thân thể đẫy đà mập mạp. Ngày thứ 24, tùy giá đến Nhiệt Hà, sử sách ghi chép là "Thánh cung không vui". Tối hôm đó, Gia Khánh Đế đến Thành Hoàng miếu thì đột ngột bạo băng. Nguyên nhân cái chết có lẽ do thân thể ông phì nộn, tiết trời lại nắng nóng, lữ đồ mệt nhọc, dụ phát não, tâm huyết quản bệnh mà chết đột ngột. Cơ Mật viện đại thần họp khẩn, mở ra chiếu đạo bí mật, tuyên bố Trí Thân vương Miên Ninh kế vị.
Năm đó, tháng 8 (âm lịch), tức vào ngày 3 tháng 10 dương lịch, Miên Ninh chính thức đăng cơ ở Thái Hòa điện, niên hiệu là Đạo Quang. Do chữ Miên có tính phổ thông, sợ rằng không thể bắt dân chúng thay đổi, nên ông tự đổi tên húy kị thành Mân Ninh (旻寧). Trong triều đình nhà Thanh, Đạo Quang Đế là vị Đích trưởng tử đầu tiên kế thừa ngôi vị Hoàng đế, và gần như là duy nhất.
Vào năm Đạo Quang thứ nhất (1821), ông ban hành “Ngự chế Thanh sắc hóa lợi dụ”, đại ý là:
- Thứ nhất: trọng nghĩa khinh lợi, không tích tư tài, trước là vì quốc gia, sau là vì thiên hạ, vì bách tính. Ông còn trích dẫn câu nói của cổ nhân: “bách tính no đủ, quân vương có thể giàu, nhưng bách tính thiếu thốn, quân vương sao có thể đủ đầy?”
- Thứ hai: đình chỉ việc các tỉnh tiến cống. Đạo Quang Đế cho rằng các tỉnh tiến cống đều là những đặc sản như hoa quả, rau dưa, lá trà, dược liệu … Những thứ này đều là mồ hôi, nước mắt của nhân dân, bỏ đi phần nào có thể giảm bớt phần đó gánh nặng cho dân. Hơn nữa, đường sá xa xôi, việc vận chuyển có thể gây lãng phí nhân công, tài lực.
- Thứ ba: không xây thêm các cung điện, lầu các. Qua nhiều lần tu sửa, xây dựng từ các đời Khang – Ung – Càn, nơi ở của Hoàng thất đã “tận thiện tận mỹ”, ngoại trừ việc giữ gìn, không cần thiết phải xây thêm. Những kẻ đề cử ý kiến xây thêm cung điện sẽ trở thành tội nhân, bị truy cứu trách nhiệm hình sự.

Sau khi được ban hành, "Ngự chế Thanh sắc hóa lợi dụ" này được các quan viên tích cực nghiên cứu, nhiệt tình thảo luận, lĩnh hội sâu sắc, thậm chí còn nhận được vô số lời tán dương. Tuy nhiên những điều trên nói thì dễ, thi hành lại rất khó. Bản thân quan lại cũng nhận được không ít lợi lộc từ việc này, nên việc tiến cống thực chất vẫn tiếp diễn dưới hình thức “hiếu kính”. Dù là nhận đồ “hiếu kính”, nhưng ông vẫn đình chỉ tiến cống. Nếu là vật phẩm quý giá tuyệt nhiên cũng cấm “hiếu kính”.
Hương Thủy hằng năm chỉ được phép tiến cống 200 quả lê. Quan Nội vụ có hỏi: "Hoàng gia nhiều người như vậy, chỉ có hai trăm quả lê ăn sao đủ?". Đạo Quang liền nói: “Không ăn, giữ lại làm đồ cúng bái, 200 là đủ rồi!”. Vì cắt giảm cống phẩm, nên Đạo Quang cũng đem kinh phí cung đình hằng năm giảm xuống chỉ còn 20 vạn lượng. Trên thực tế, cung đình cần ít nhất 40 vạn lượng mỗi năm mới đủ chi tiêu.
Vào năm 1831, Đạo Quang ban hành “Ngự chế thận đức đường ký” để nhắc nhở các Hoàng tử, Hoàng tôn về những năm tháng khó khăn của tổ tiên khi xây dựng đế nghiệp. Qua đó, ông răn dạy các con “không ăn đồ trân quý, coi thường ham muốn vật chất…mọi thứ đều là từ mồ hôi nước mắt của nhân dân, đừng vì muốn khoe mẽ mà hoang phí.”

### Đi đầu trong việc tiết kiệm

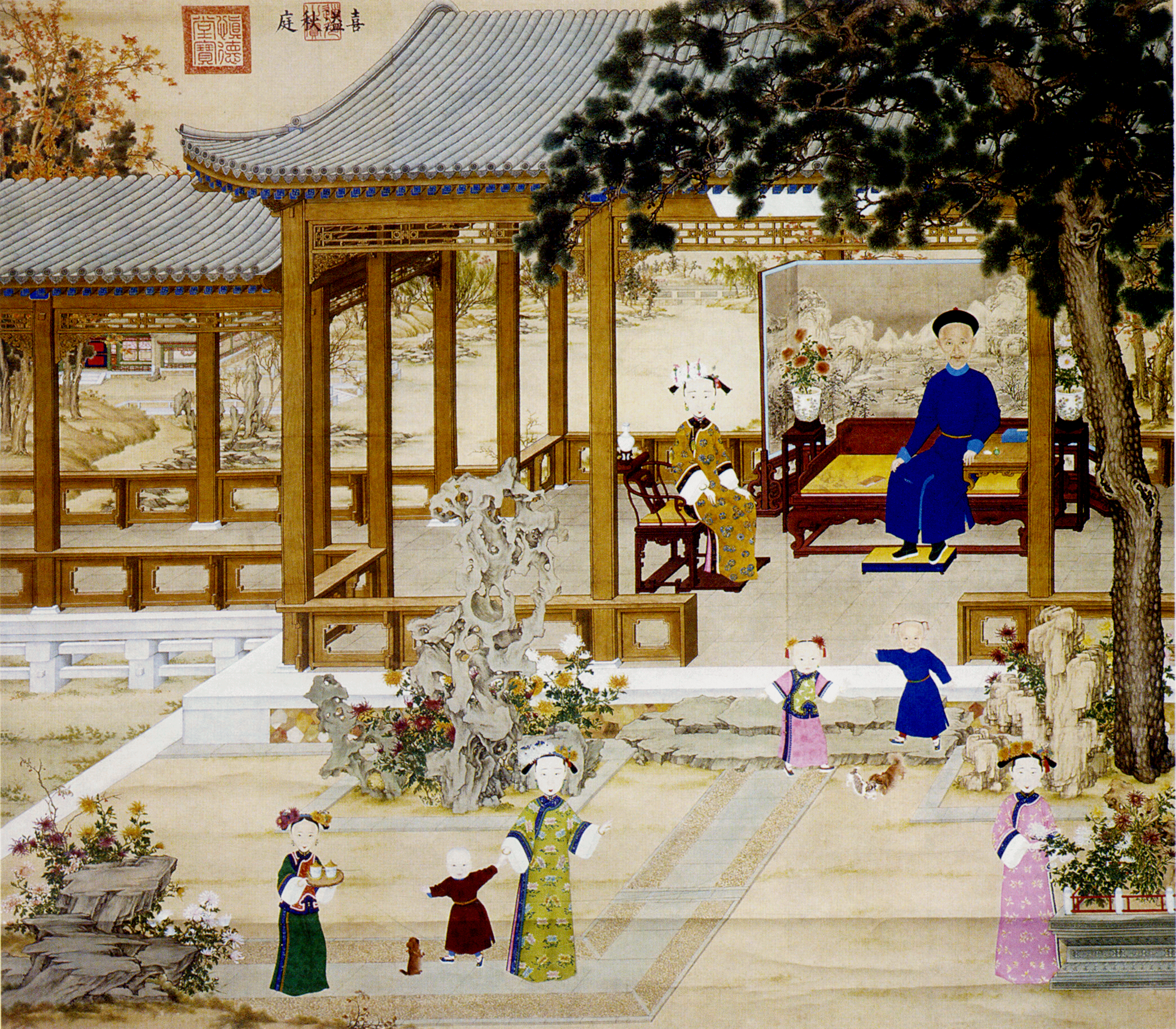
Hỉ dật thu đình đồ (喜溢秋庭图).

Theo lệ thường, mỗi bữa ăn của Hoàng đế chi hết 800 lạng bạc. Nhưng thấy mức tiền này quá tốn kém nên ông bắt giảm hết cao lương mĩ vị đi. Vì thế, bữa ăn của Hoàng đế chỉ còn rau dưa. Thậm chí thèm một quả trứng gà, Hoàng đế cũng phải kiềm chế vì mỗi quả giá đến 5 lạng bạc. Có lần, nhà vua còn sai nội thị ra ngoài mua gà mái đem về nuôi để chúng đẻ trứng cho ngài ăn đỡ tốn kém. Song khi nghe nội thị về khai báo rằng, mỗi con gà mua ở ngoài chợ giá cũng 24 lạng bạc. Thế nên nhà vua không dám mua mà đành nhịn ăn trứng gà.
Ông còn ban hành quy định: trong cung ngoại trừ Thái hậu, Hoàng đế và Hoàng hậu, những người khác trong Hoàng thất nếu không phải dịp lễ tết thì không được ăn thịt. Phi tần bình thường cũng không được dùng đồ trang điểm, không được mặc y phục gấm vóc.
Trong lần tổ chức sinh thần cho Hoàng hậu, trong bữa tiệc mỗi người chỉ được một bát mì. Sau đó, Hoàng đế đã “đặc biệt” sai ngự thiện phòng làm hai chiếc thủ lợn để chiêu đãi. Do tiết kiệm nên vua và các bá quan thường mặc quần áo rách. Triều thần văn võ nhà Thanh dưới thời trị vì của Đạo Quang chẳng khác gì hai hàng ăn mày. Sử sách chép rằng, sau khi nói chuyện với Đại học sĩ Tào Chấn Dung (một người cũng có tính bủn xỉn không kém nhà vua), nhìn hai miếng vá trên cái quần rách của Tào học sĩ, Đạo Quang hỏi tiền vá hết bao nhiêu. Nào ngờ, Đại học sĩ họ Tào bảo chỉ hết 3 đồng.
Mãn Thanh ngoại sử ghi chép: "Đạo Quang Hoàng đế “y phi tam hoán bất dịch”. Thượng tuần, trung tuần, hạ tuần của mỗi tháng lần lượt sẽ gọi là thượng hoán, trung hoán, hạ hoán, hợp lại làm một tháng. Đạo Quang “một hoán” mới đổi một bộ quần áo".

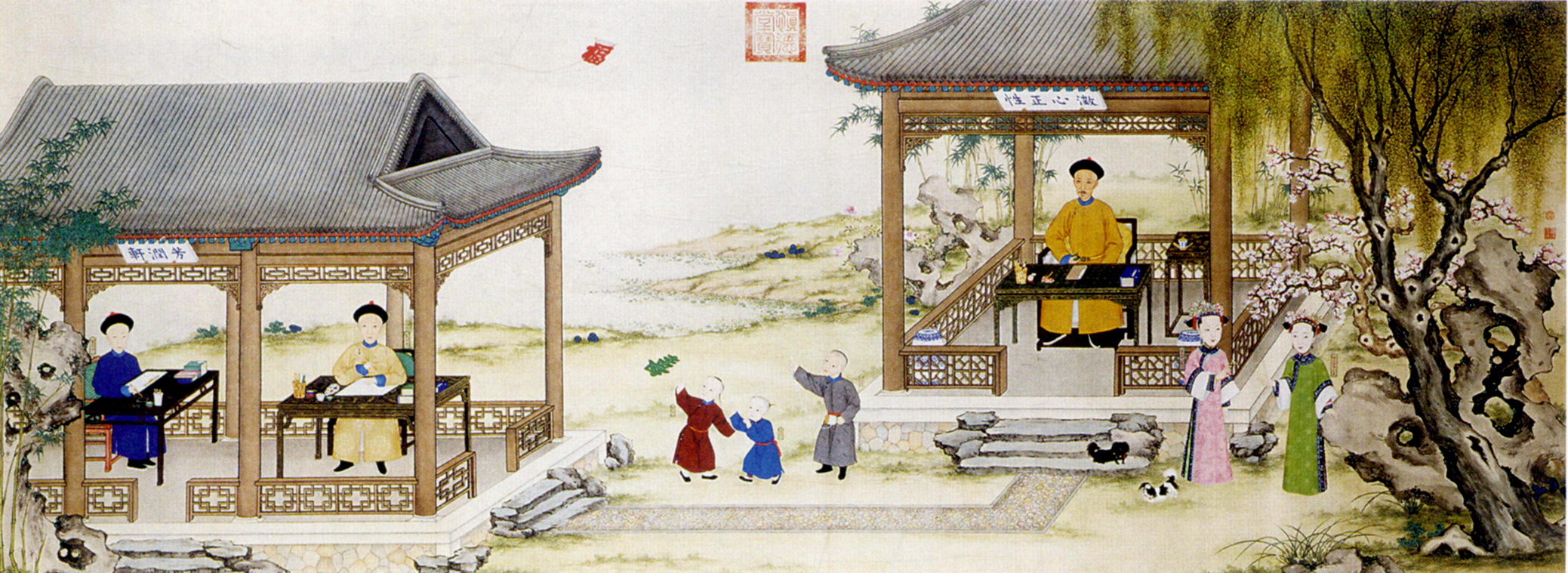
Đạo Quang Hoàng đế hành lạc đồ (道光皇帝行乐图).

Khi Đạo Quang còn tại vị, việc tổ chức hôn lễ cho các Hoàng tử được tiến hành vô cùng giản lược. Hoàng đế khi đó còn yêu cầu nhà gái không được dùng của hồi môn xa hoa, nếu cố tình thì không những không được đáp lễ mà còn bị xử phạt. Các loại lễ vật con dâu phải dâng lên cha mẹ chồng cũng đều được miễn. Về phần Công chúa xuất giá, chi phí không được vượt quá 2000 lượng bạc trắng. Sính lễ của Phò mã đối với Hoàng gia cũng được giảm, ngay cả lễ vật thiết yếu là “cửu cửu lễ” cũng được miễn. Sau này, Đạo Quang lại thấy làm như vậy chẳng khác nào đem con mình đi tặng không thiên hạ, nên đã khôi phục “cửu cửu lễ”, nhưng đổi thành “dê chín con” để tượng trưng. Tuy nhiên Hoàng đế vẫn không làm yến tiệc, thịt dê của Phò mã sẽ đưa đến Ngự Thiện phòng, các khách mời chỉ hàn huyên uống trà vài câu liền được tiễn.
Trên thực tế, chính sách tiết kiệm của ông chỉ có phạm vi ảnh hưởng rất hữu hạn. Ngoài thành Bắc Kinh, quan lại địa phương vẫn ngày ngày mặc nhiên tham ô, hưởng thụ.

### Chiến tranh Nha phiến

Quân Anh đánh bại Trung Quốc trong Chiến tranh nha phiến đầu tiên.

Trong suốt triều đại của Đạo Quang, Trung Quốc phải trải qua vấn nạn lớn với thuốc phiện , được nhập khẩu vào Trung Quốc bởi các thương gia người Anh. Thuốc phiện đã bắt đầu nhập vào Trung Quốc dưới thời trị vì của Hoàng đế Ung Chính, nhưng với số lượng khoảng 200 rương/năm. Thời Càn Long, số lượng này đã tăng lên đến 1.000 rương, 4.000 rương dưới thời Gia Khánh và hơn 30.000 rương trong thời Đạo Quang.
Số lượng nha phiến vận chuyển đến Trung Quốc ngày một gia tăng, không những ảnh hưởng xấu đến sức khỏe nhân dân mà còn gây tổn thất kinh tế, khiến quốc khố chính phủ Thanh cạn kiệt, giá bạc tăng cao nhanh chóng, khiến dân chúng rơi vào cảnh nghèo khó. Năm 1838, Đạo Quang hạ lệnh nghiêm cấm hút thuốc, đồng thời xử phạt nghiêm minh những viên quan hút thuốc, giáng chức đại quan Hứa Nãi Tề xuống hàng lục phẩm vì 2 năm trước đã dâng sớ xin bãi bỏ lệnh cấm hút thuốc. Đạo Quang ban hành nhiều sắc lệnh hoàng gia cấm thuốc phiện trong những năm 1820 và 1830, được thực hiện bởi viên quan Lâm Tắc Từ, người đã thực thi rất tốt việc nghiêm cấm hút thuốc ở vùng Lưỡng Hồ. Sau khi nhận nhiệm vụ, Lâm Tắc Từ đã cùng với đề đốc thủy sư Quảng Đông Quan Thiên Bồi phát động phong trào nghiêm cấm nha phiến mạnh mẽ. Tới năm 1839, họ đã thiêu hủy nha phiến tại Hồ Môn, lịch sử gọi là sự kiện "Hồ Môn tiêu yên". Năm 1840, Lâm Tắc Từ đã làm theo chiếu chỉ cấm đoán hoàn toàn việc trao đổi thương mại với đế quốc Anh.
Nỗ lực ngăn chặn thuốc phiện của Đạo Quang buộc người Anh phải sử dụng đến biện pháp vũ lực, dẫn đến cuộc Chiến tranh Nha phiến không lâu sau đó. Năm 1840, hơn 40 tàu chiến của Anh đã tiến đến bờ biển Trung Quốc, trước hết phong tỏa Chu Giang Khẩu, chính thức khơi mào Chiến tranh Nha phiến lần thứ Nhất. Đế quốc Thanh đã thua cuộc chiến, phơi bày sự thua kém về công nghệ và quân sự của họ so với các cường quốc châu Âu. Tháng 5 năm 1841, quân Anh lại tiến công Quảng Châu, Hạ Môn, đánh chiếm cửa Ngô Tùng, chiếm Thượng Hải, Ninh Ba, Bảo Sơn; sau đó tiến thẳng đến thành Nam Kinh. Lúc này, Đạo Quang thực sự cảm thấy không thể đưa ra sách lược khả thi nào, bèn lệnh cho Kỳ Anh, Y Lý Bố mau chóng đến Nam Kinh cầu hòa.
Năm 1842, nhà Thanh buộc phải ký Điều ước Nam Kinh, phải nhượng Hồng Kông lại cho Anh và bồi thường chiến phí cho Anh - Pháp mỗi nước 8 triệu lạng bạc. Thất bại toàn cục trong cuộc chiến này, Lâm Tắc Từ bị triệu về kinh luận tội và bị đày đi Ili, Tân Cương làm Chưởng quản lương thực.
Trong khi đó, ở dãy Himalaya, Đế quốc Sikh đã cố gắng chiếm Tây Tạng nhưng đã bị đánh bại trong cuộc chiến tranh Trung-Sikh (1841-1842).

### Khủng hoảng ngân khố
Cuối thời Đạo Quang, tình hình tài chính của triều đình lâm vào nguy cấp: Chiến tranh Nha phiến đã khiến triều đình hao tổn đến 30 triệu lạng bạc trắng; chiến phí phải bồi thường cho Anh khoảng 20 triệu lạng; cùng lúc Hoàng Hà lại vỡ đê, chi phí đắp đê, cứu hộ nạn dân tốn thêm 20 triệu lạng. Tất cả đã tốn hơn 70 triệu lạng bạc, trong khi tổng thu ngân khố toàn quốc chỉ hơn 40 triệu lạng mỗi năm. Năm đó, Đạo Quang Đế 62 tuổi mà đầu ông đã bạc trắng bởi nỗi lo về tiền. Ngân khố chỉ còn hơn 10 triệu lạng bạc tồn kho, là con số thấp nhất trong quốc khố kể từ khi Đại Thanh dựng nước.
Nhưng Hoàng đế cũng không ngờ được rằng, sự thực kho bạc đã trống rỗng, 10 triệu lạng ít ỏi đó cũng chỉ là con số ảo mà thôi. Đầu năm 1843, vỡ lở vụ việc ăn cắp ngân khố bị tố cáo bởi Trương Thành Bảo, 1 lính canh gác kho ngân khố. Bạc nộp đến Hộ bộ, Bảo phụ trách việc cân đong nhưng không cho bạc vào kho, lại ghi vào sổ sách rằng đã nhập. Do ăn chia không đều nên việc lộ ra, khắp kinh thành đều biết và thấu đến tận tai vua. Hay tin, Đạo Quang Đế kinh hoàng, lệnh cho Thượng thư Hình bộ cấp tốc kiểm tra quốc khố, mới phát hiện giữa thực tế tồn kho với chứng từ chênh lệch đến 9.252.000 lạng bạc; nói cách khác, ngân khố còn hơn 10 triệu lạng cũng chỉ là số ảo, thực tế quốc khố sạch không rồi.
Thanh sử cảo ghi, ngày 25 tháng 4 năm 1843, vua thống hận đay nghiến quần thần: “Bỗng chốc lại thâm hụt 9.252.000 lạng bạc, quả là chuyện chưa từng thấy trên thế gian. Vận nước đang suy vi mà các ngươi lại thông đồng tác tệ, lòng lang dạ sói phản nước hại dân, thật là quá quắt! Bao nhiêu quan viên thân tín cột trụ triều đình, vậy mà tuyệt không một ai có lương tâm với trọng trách. Trẫm có mắt như mù, thật đã dùng lầm các ngươi rồi!” Đồng thời, ông hạ chỉ cho Hình bộ, Lại bộ, Binh bộ phải tận lực phối hợp điều tra.
9.252.000 lạng bạc tương đương hơn 200 tấn, phải cần tới hàng trăm xe ngựa để chở đi, và dù chở đi được thì cất giấu vào đâu để tránh lính canh. Đây là điều mà Đạo Quang Đế và triều đình không thể hiểu nổi. Khi điều tra thì hóa ra việc rút tỉa hơn 9 triệu lạng bạc đã diễn ra ròng rã suốt 43 năm (tính từ lần đại kiểm toán gần nhất vào năm 1800). Theo lý thuyết thì việc canh phòng kho ngân khố rất chặt chẽ: Khố binh được tuyển chọn từ người Mãn, lý lịch trong sạch, chỉ được phục dịch trong ngân khố 3 năm lại thay lớp khác. Khố binh khi đến kho đều phải cởi hết áo quần để lại bên ngoài, sau đó đến cửa kho xếp hàng nhận loại đồng phục đặc biệt. Tan ca, họ phải cởi bỏ đồng phục, trần truồng trèo lên một băng ghế cao, quỳ trên đó và giơ hai lên khỏi đầu vỗ đánh bốp một tiếng, đồng thời dạng háng hóp bụng chổng mông mà hét lớn 3 lần: “Ra ngoài!”, sau đó mới được nhận lại áo quần để mặc vào và ra về. Những động tác đó để chứng minh rằng họ không giấu bạc trong người đem ra ngoài. Nhưng hóa ra khố binh có nhiều cách trộm bạc rất khó lường, đây là hai cách chính:
- Cách thứ nhất gọi “Cốc đạo tàng ngân”: Cốc đạo là bộ phận từ hậu môn tới ruột già. Khố binh dùng mỡ lợn bọc thỏi bạc lại, nhét nó vào hậu môn. Cách này có thể giấu được mỗi lần chừng 30 - 50 lạng bạc, nhưng phải khổ luyện công phu và tùy cơ địa mỗi người, đã vậy mùa đông không khả thi vì mỡ lợn sẽ đóng băng, không thể cho vào hậu môn được.
- Cách thứ hai thông dụng hơn, là giấu trong thùng nước. Mỗi khố binh xách theo một thùng gỗ lớn đựng nước, thùng này được lắp ngăn bí mật dưới đáy, và bạc trộm được sẽ cho vào ngăn đó. Mỗi chiều ra về, khố binh chỉ cần lật úp thùng, trút sạch nước ra trước mặt lính canh là được cho qua.

Tính bình quân, một khố binh mỗi tháng rút ruột ngân khố được 600 lạng bạc. Nhà Thanh giữ y lệ lương bổng của nhà Minh, quan nhất phẩm cũng chỉ được 150 lạng một năm, tức là hàng tháng mỗi khố binh ăn cắp số tiền bằng 4 năm lương bổng của một thượng thư đầu triều.
Chuyện vỡ lở ra, những ai trong hơn 40 năm qua từng làm khố binh đều nhanh chóng bảo nhau đào tẩu. Đạo Quang Đế nổi giận ban nghiêm lệnh phải tróc nã chúng, dẫn về hỏi tội. Đa số khố binh đều bị bắt giữ, nhưng số lượng phạm nhân đông đảo, thời gian gây án lại trải dài mấy mươi năm, không thể thu thập chứng cứ cụ thể để mà xét xử. Có năm bảy vụ lẻ tẻ có chứng cớ rõ ràng, vài khố binh bị chặt đầu hoặc lưu đày tống giam, còn thì không cách nào làm thu hồi lại quốc khố được nữa.
Một vụ án động trời, 9.250.000 lạng bạc biến mất khỏi quốc khố, khiến sức nước kiệt quệ, vậy mà Hoàng thượng phải bó tay, những kẻ phạm án hầu hết nhởn nhơ ngoài vòng pháp luật. "Thanh triều quốc khố đại kỳ án" vĩnh viễn không tìm được thủ phạm. Đạo Quang Đế suốt 23 năm dốc sức mong vực dậy uy thế Đại Thanh, nhưng chiến bại trước đế quốc Anh, lại bị thêm một mũi giáo của tham quan ô lại đâm sau lưng, hùng tâm tráng chí của ông tiêu tan, đành bất lực nhìn triều Thanh trượt dài theo suy vong.

### Chống Kitô giáo
Năm 1811, một điều khoản kết án người châu Âu đến chết vì truyền bá Công giáo đã được thêm vào đạo luật gọi là "Cấm liên quan đến các phù thủy và pháp sư" (giản thể: 师巫邪术; phồn thể: 師巫邪術; Hán-Việt: Sư vu tà thuật) trong Bộ luật Đại Thanh. Người Tin Lành hy vọng rằng chính quyền nhà Thanh sẽ phân biệt giữa đạo Tin lành và Công giáo, vì luật pháp đã đề cập rất rõ, nhưng sau khi các nhà truyền giáo Tin lành đưa sách Kitô giáo cho Trung Quốc vào năm 1835 và 1836, Đạo Quang yêu cầu được biết ai là "thổ dân phản bội" ở Quảng Châu, người đã cung cấp cho họ những cuốn sách.

### Danh hiệu quý tộc
Đạo Quang đã ban tặng danh hiệu "Ngũ Kinh Bác sĩ" (tiếng Trung: 伍經博士; bính âm: Wǔjīng Bóshì) cho con cháu của Nhiễm Khâu.

### Xây dựng lăng mộ

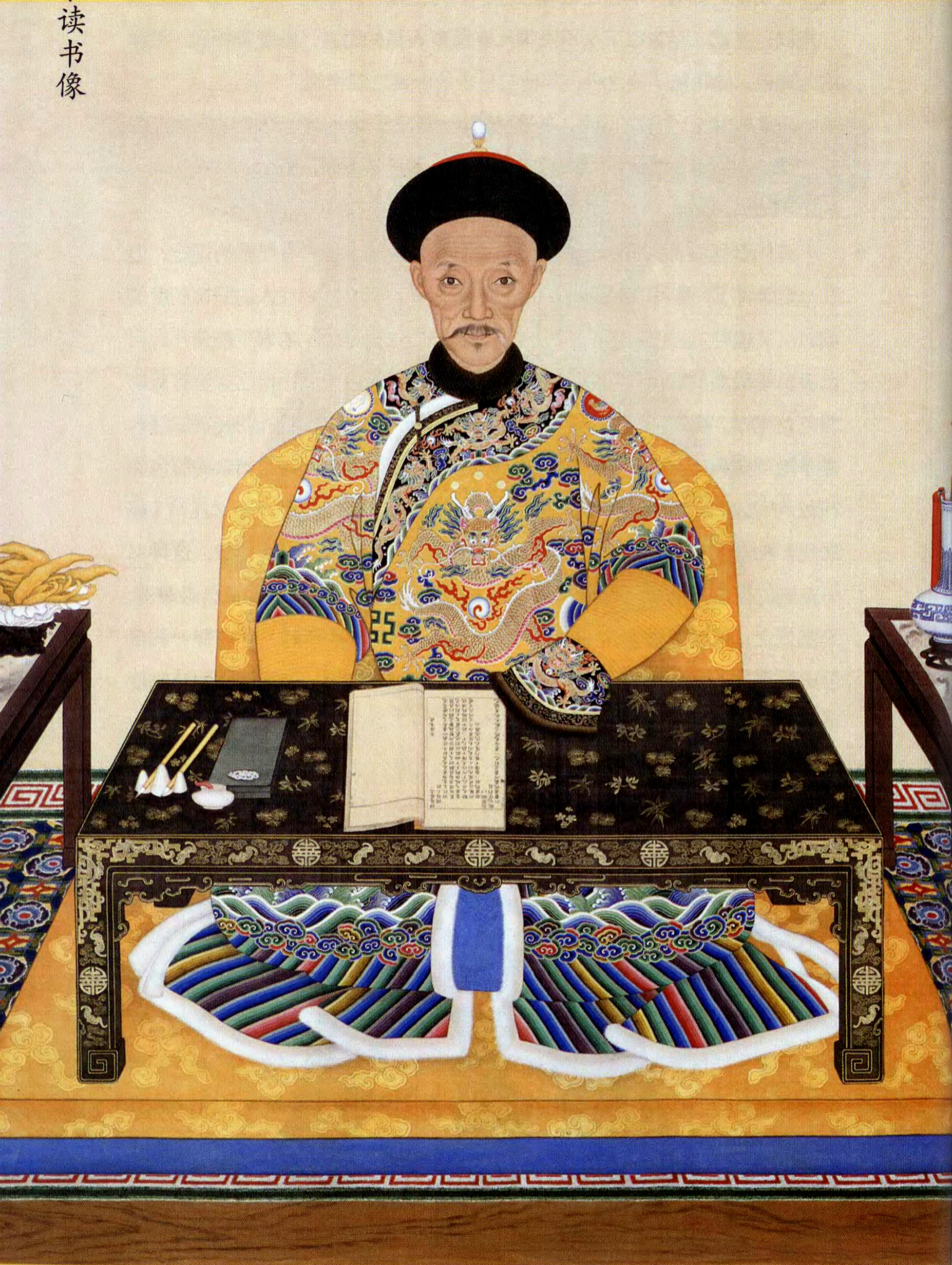
Đạo Quang Đế vận Long bào.

Cả đời Đạo Quang rất mực tiết kiệm, nhưng quá trình xây dựng lăng tẩm cho ông lại hết sức phức tạp và tốn kém. Theo điển lệ của nhà Thanh, Đạo Quang sau khi mất sẽ được táng ở Thanh Đông Lăng và bản thân ông đã cho xây dựng lăng mộ của mình tại đây ròng rã suốt bảy năm trời, nhưng nơi an nghỉ cuối cùng của ông lại nằm ở khu Tây Lăng. Giải thích cho việc này, Đông Lăng giới dễ bị nước tràn vào gây ngập. Các đại thần đương triều ít ai biết điều đó và để khắc phục, cách duy nhất là chọn một nơi khác để xây lăng.
Đại thần phụ trách là Anh Hòa biết rõ điều này hơn ai, nhưng vẫn cố che giấu, sợ quy kết trách nhiệm và phạm vào phong thủy nên đã cố tình “đâm lao phải theo lao”, tiếp tục hoàn thiện Đông Lăng giới như ban đầu. Anh Hòa dùng các biện pháp chống nước tạm thời, nhằm mục đích che mắt Hoàng đế. Công trình vừa xong, Đạo Quang đến nghiệm thu, do không hiểu gì về xây dựng nên ông dễ dàng bị qua mặt. Thấy bên trong lăng nguy nga trang lệ nên ông rất hài lòng, liền ban thưởng lớn cho các quan phụ trách sửa chữa lăng và an táng Hiếu Mục Thành Hoàng hậu tại đây.
Vào năm Đạo Quang thứ 8, đầu mùa hạ nhà vua đi săn ngoài kinh thành. Một đêm, ông nằm mơ thấy Hoàng hậu nằm giữa một dòng nước, mình mẩy ướt đẫm kêu cứu. Tỉnh dậy, vua định thần ngủ tiếp song giấc mơ khi nãy lại xuất hiện. Cả ba lần nằm mộng thấy lạ, ngẫm nghĩ hồi lâu, Đạo Quang cho rằng có thể Đông Lăng giới bị ngập nước, Hoàng hậu báo mộng để mong cứu giúp. Sáng hôm sau, ông lên đường đến nơi thì quả đúng nước tràn vào trong lăng, ngập cả giày. Nghĩ đến cảnh khi băng hà nằm giữa sông, giữa biển, khó bề lưu giữ xương cốt, Đạo Quang nổi giận lôi đình, lệnh cho hình bộ xử tội tất cả quan lại tham gia sửa chữa Đông Lăng giới.
Việc chuyển lăng mộ đến Thanh Tây lăng rất hao tốn tiền của, lại đi ngược với giáo huấn của tổ tiên, nhưng Đạo Quang cho rằng đây là việc nên làm mà không màng đến lãng phí. Lý do sâu xa chính bởi khu lăng mộ mới ở Tây Lăng giới nằm ngay dưới khu hoàng lăng của cha mẹ ông. Vì làm trọn chữ hiếu mà ông không ngại tốn kém và phạm cấm kỵ. Năm Đạo Quang thứ 11, lăng được chính thức khởi công xây dựng. Trước khi động thổ  Đạo Quang nói “Mọi sự ở đây phải tiết kiệm hết sức, không được lãng phí”. Đích thân Đạo Quang hạ chỉ giảm bớt các công trình phụ trong khu lăng mộ sao cho đơn giản không xa xỉ. Các gian điện, lầu gác, lan can đá, tượng voi, ngói lưu li… tiết giảm hợp lý.
Khi xây dựng xong, quả thật Mộ lăng của Đạo Quang nhìn từ bề ngoài có phần đơn giản hơn các khu lăng khác của hoàng đế nhà Thanh. Dù vậy, theo tài liệu khảo cổ thì nơi đây đã tiêu tốn hết hơn 240 vạn lượng bạc, tốn hơn so với khu lăng của Càn Long 37 vạn lượng bạc.

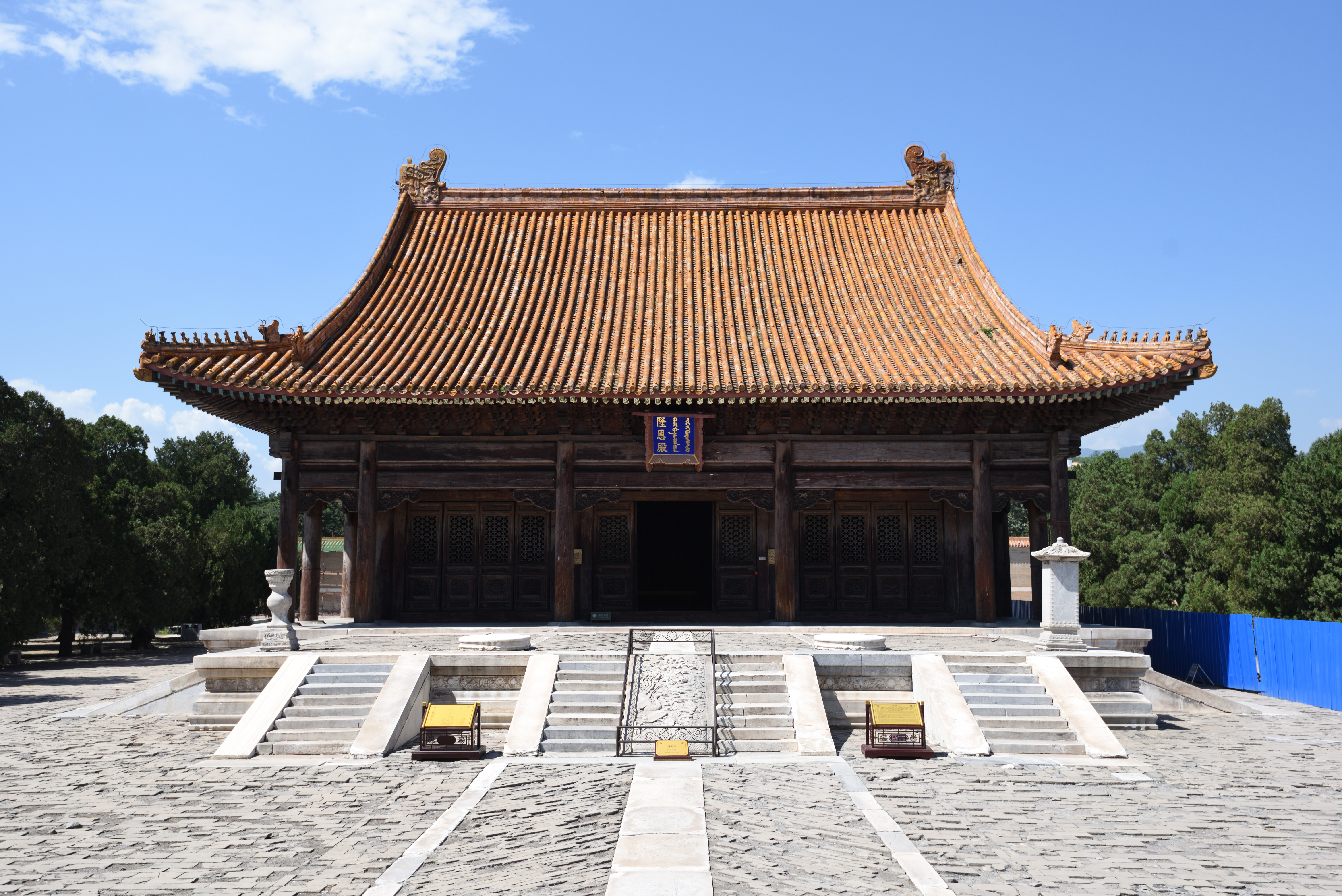
Nam Mộc Long Ân điện (楠木隆恩殿) của Thanh Mộ lăng.

Điểm đầu tiên khiến cho giá thành xây dựng lăng mộ đắt đỏ là bởi loại gạch được sử dụng. Do đây là loại gạch mới, giá thành nguyên liệu và nhân công cũng cao hơn loại thường, thi công cũng phức tạp hơn. Toàn bộ tường bao của công trình còn được gắn ngói lưu ly vàng. Đứng từ xa nhìn tổng thể kiến trúc khu lăng hài hòa giữa màu nâu của chất liệu gỗ vàng đặc trưng thời Minh Thanh. Điểm thứ hai khiến cho công trình này trở nên đắt đỏ là do bên trong dùng đá tảng khổng lồ dựng thành ba gian, bốn trụ cùng ba lầu. Các hình chim thú điêu khắc không dùng gỗ mà dùng đá trắng điêu khắc kỳ công, tiêu tốn nhiều chi phí. Ngoài ra, toàn bộ nội thất gỗ hay đến cả cột trụ cũng đều dùng loại gỗ quý hiếm là kim ti nam mộc trứ danh. Điều này khiến cho không ít người giật mình vì ngay đến lăng vua Ung Chính cũng chỉ có cửa sổ được làm bằng loại gỗ này.
Gỗ kim ti nam mộc đến thời nhà Thanh trở nên quý hiếm vì mùi hương rất dễ chịu. Lăng Đạo Quang dùng loại gỗ này làm các tấm ốp trần điêu khắc hơn hai nghìn con rồng cực kỳ tinh xảo. Theo tính toán, để chạm khắc được một con rồng như trên một thợ giỏi cũng phải mất đến nửa tháng. Như vậy cả công trình này cần đến hơn 30.000 người thợ điêu khắc tiêu tốn 3 vạn lạng bạc. Đạo Quang chú trọng rồng trên các tấm ốp điện lăng với ngụ ý rồng ở trên cao cai quản nước trên trời tránh để nước ngập vào trong lăng của ông.
Lăng chính thức được đổi tên thành Mộ lăng (慕陵). Chữ “mộ” ở đây có nghĩa là ngưỡng mộ.

## Qua đời
Năm Đạo Quang thứ 30 (1850), ngày 15 chính nguyệt (tức 26 tháng 2 dương lịch), ông băng hà ở tuổi 69 tại Viên Minh Viên, cai trị được 30 năm. Được biết là trước đó 1 tháng, kế mẫu của ông là Hiếu Hòa Duệ Hoàng hậu qua đời, ông được ghi nhận thương tâm quá độ, đích thân cử hành đại tang nên thân thể suy kiệt.
Thụy hiệu của ông là Hiệu Thiên Phù Vận Lập Trung Thể Chính Chí Văn Hiền Võ Trí Giác Nhân Từ Kiệm Cần Hiếu Mẫn Khoan Định Thành Hoàng đế (效天符運立中體正至文聖武智勇仁慈儉勤孝敏寬定成皇帝), an táng tại Mộ lăng (慕陵).
Sau khi qua đời, con trai thứ tư của ông là Dịch Trữ đăng cơ, tức Thanh Văn Tông Hàm Phong Hoàng đế.

## Gia quyến
| \| \| \| \| \| \| \| \| \| \| \| \| \| \| \| \| \| \| \| \| Thánh Tổ Nhân hoàng đế Huyền Diệp \| \| \| \| \| \| \| \| \| \| \| \| \| \| \| \| \| \| \| \| \| \| \| \| \| \| \| \| \| \| \| \| \| \| \| \| \| \| \| \| \| \| \| \| \| \| \| \| \| \| \| \| \| \| Thế Tông Hiến hoàng đế Dận Chân \| \| \| \| \| \| \| \| \| \| \| \| \| \| \| \| \| \| \| \| \| \| \| \| \| \| \| \| \| \| \| \| \| \| \| \| \| \| \| \| \| \| \| \| \| \| \| \| \| \| \| \| \| \| Hiếu Cung Nhân hoàng hậu Ô Nhã thị \| \| \| \| \| \| \| \| \| \| \| \| \| \| \| \| \| \| \| \| \| \| \| \| \| \| \| \| \| \| \| \| \| \| \| \| \| \| \| \| \| \| \| \| \| \| \| \| \| \| \| \| \| \| Cao Tông Thuần hoàng đế Hoằng Lịch \| \| \| \| \| \| \| \| \| \| \| \| \| \| \| \| \| \| \| \| \| \| \| \| \| \| \| \| \| \| \| \| \| \| \| \| \| \| \| \| \| \| \| \| \| \| \| \| \| \| \| \| \| \| Lương Vinh nhất đẳng Thừa Ân công Lăng Trụ \| \| \| \| \| \| \| \| \| \| \| \| \| \| \| \| \| \| \| \| \| \| \| \| \| \| \| \| \| \| \| \| \| \| \| \| \| \| \| \| \| \| \| \| \| \| \| \| \| \| \| \| \| \| Hiếu Thánh Hiến hoàng hậu Nữu Hỗ Lộc thị \| \| \| \| \| \| \| \| \| \| \| \| \| \| \| \| \| \| \| \| \| \| \| \| \| \| \| \| \| \| \| \| \| \| \| \| \| \| \| \| \| \| \| \| \| \| \| \| \| \| \| \| \| \| Bành thị \| \| \| \| \| \| \| \| \| \| \| \| \| \| \| \| \| \| \| \| \| \| \| \| \| \| \| \| \| \| \| \| \| \| \| \| \| \| \| \| \| \| \| \| \| \| \| \| \| \| \| \| \| \| Nhân Tông Duệ hoàng đế Ngung Diễm \| \| \| \| \| \| \| \| \| \| \| \| \| \| \| \| \| \| \| \| \| \| \| \| \| \| \| \| \| \| \| \| \| \| \| \| \| \| \| \| \| \| \| \| \| \| \| \| \| \| \| \| \| \| Ngụy Giai Vũ Sĩ Nghi \| \| \| \| \| \| \| \| \| \| \| \| \| \| \| \| \| \| \| \| \| \| \| \| \| \| \| \| \| \| \| \| \| \| \| \| \| \| \| \| \| \| \| \| \| \| \| \| \| \| \| \| \| \| Nội quản lĩnh Ngụy Thanh Thái \| \| \| \| \| \| \| \| \| \| \| \| \| \| \| \| \| \| \| \| \| \| \| \| \| \| \| \| \| \| \| \| \| \| \| \| \| \| \| \| \| \| \| \| \| \| \| \| \| \| \| \| \| \| Niên thị \| \| \| \| \| \| \| \| \| \| \| \| \| \| \| \| \| \| \| \| \| \| \| \| \| \| \| \| \| \| \| \| \| \| \| \| \| \| \| \| \| \| \| \| \| \| \| \| \| \| \| \| \| \| Hiếu Nghi Thuần hoàng hậu Ngụy Giai thị \| \| \| \| \| \| \| \| \| \| \| \| \| \| \| \| \| \| \| \| \| \| \| \| \| \| \| \| \| \| \| \| \| \| \| \| \| \| \| \| \| \| \| \| \| \| \| \| \| \| \| \| \| \| Dương Giai thị \| \| \| \| \| \| \| \| \| \| \| \| \| \| \| \| \| \| \| \| \| \| \| \| \| \| \| \| \| \| \| \| \| \| \| \| \| \| \| \| \| \| \| \| \| \| \| \| \| \| \| \| \| \| Tuyên Tông Thành hoàng đế Mân Ninh \| \| \| \| \| \| \| \| \| \| \| \| \| \| \| \| \| \| \| \| \| \| \| \| \| \| \| \| \| \| \| \| \| \| \| \| \| \| \| \| \| \| \| \| \| \| \| \| \| \| \| \| \| \| Ái Hưng A \| \| \| \| \| \| \| \| \| \| \| \| \| \| \| \| \| \| \| \| \| \| \| \| \| \| \| \| \| \| \| \| \| \| \| \| \| \| \| \| \| \| \| \| \| \| \| \| \| \| \| \| \| \| Hỉ Tháp Lạp Thường An \| \| \| \| \| \| \| \| \| \| \| \| \| \| \| \| \| \| \| \| \| \| \| \| \| \| \| \| \| \| \| \| \| \| \| \| \| \| \| \| \| \| \| \| \| \| \| \| \| \| \| \| \| \| Vương Giai thị \| \| \| \| \| \| \| \| \| \| \| \| \| \| \| \| \| \| \| \| \| \| \| \| \| \| \| \| \| \| \| \| \| \| \| \| \| \| \| \| \| \| \| \| \| \| \| \| \| \| \| \| \| \| Thừa Ân công Hòa Nhĩ Kinh Ngạch \| \| \| \| \| \| \| \| \| \| \| \| \| \| \| \| \| \| \| \| \| \| \| \| \| \| \| \| \| \| \| \| \| \| \| \| \| \| \| \| \| \| \| \| \| \| \| \| \| \| \| \| \| \| Lý Giai thị \| \| \| \| \| \| \| \| \| \| \| \| \| \| \| \| \| \| \| \| \| \| \| \| \| \| \| \| \| \| \| \| \| \| \| \| \| \| \| \| \| \| \| \| \| \| \| \| \| \| \| \| \| \| Hiếu Thục Duệ Hoàng hậu Hỉ Tháp Lạp thị \| \| \| \| \| \| \| \| \| \| \| \| \| \| \| \| \| \| \| \| \| \| \| \| \| \| \| \| \| \| \| \| \| \| \| \| \| \| \| \| \| \| \| \| \| \| \| \| \| \| \| \| \| \| Vương Giai thị \| \| \| \| \| \| \| \| \| \| \| \| \| \| \| \| \| \| \| \| \| \| \| \| \| \| \| \| \| \| \| \| \| \| \| \| \| \| \| \| \| \| \| \| \| \| \| \| \| \| \| \| |                                            |  |  |  |  |  |  |  |  |  |  |  |  |  |  |  |
| |                                            |  |  |  |  |  |  |  |  |  |  |  |  |  |  |  |
| | Thánh Tổ Nhân hoàng đế Huyền Diệp          |  |  |  |  |  |  |  |  |  |  |  |  |  |  |  |
| |                                            |  |  |  |  |  |  |  |  |  |  |  |  |  |  |  |
| |                                            |  |  |  |  |  |  |  |  |  |  |  |  |  |  |  |
| | Thế Tông Hiến hoàng đế Dận Chân            |  |  |  |  |  |  |  |  |  |  |  |  |  |  |  |
| |                                            |  |  |  |  |  |  |  |  |  |  |  |  |  |  |  |
| |                                            |  |  |  |  |  |  |  |  |  |  |  |  |  |  |  |
| | Hiếu Cung Nhân hoàng hậu Ô Nhã thị         |  |  |  |  |  |  |  |  |  |  |  |  |  |  |  |
| |                                            |  |  |  |  |  |  |  |  |  |  |  |  |  |  |  |
| |                                            |  |  |  |  |  |  |  |  |  |  |  |  |  |  |  |
| | Cao Tông Thuần hoàng đế Hoằng Lịch         |  |  |  |  |  |  |  |  |  |  |  |  |  |  |  |
| |                                            |  |  |  |  |  |  |  |  |  |  |  |  |  |  |  |
| |                                            |  |  |  |  |  |  |  |  |  |  |  |  |  |  |  |
| | Lương Vinh nhất đẳng Thừa Ân công Lăng Trụ |  |  |  |  |  |  |  |  |  |  |  |  |  |  |  |
| |                                            |  |  |  |  |  |  |  |  |  |  |  |  |  |  |  |
| |                                            |  |  |  |  |  |  |  |  |  |  |  |  |  |  |  |
| | Hiếu Thánh Hiến hoàng hậu Nữu Hỗ Lộc thị   |  |  |  |  |  |  |  |  |  |  |  |  |  |  |  |
| |                                            |  |  |  |  |  |  |  |  |  |  |  |  |  |  |  |
| |                                            |  |  |  |  |  |  |  |  |  |  |  |  |  |  |  |
| | Bành thị                                   |  |  |  |  |  |  |  |  |  |  |  |  |  |  |  |
| |                                            |  |  |  |  |  |  |  |  |  |  |  |  |  |  |  |
| |                                            |  |  |  |  |  |  |  |  |  |  |  |  |  |  |  |
| | Nhân Tông Duệ hoàng đế Ngung Diễm          |  |  |  |  |  |  |  |  |  |  |  |  |  |  |  |
| |                                            |  |  |  |  |  |  |  |  |  |  |  |  |  |  |  |
| |                                            |  |  |  |  |  |  |  |  |  |  |  |  |  |  |  |
| | Ngụy Giai Vũ Sĩ Nghi                       |  |  |  |  |  |  |  |  |  |  |  |  |  |  |  |
| |                                            |  |  |  |  |  |  |  |  |  |  |  |  |  |  |  |
| |                                            |  |  |  |  |  |  |  |  |  |  |  |  |  |  |  |
| | Nội quản lĩnh Ngụy Thanh Thái              |  |  |  |  |  |  |  |  |  |  |  |  |  |  |  |
| |                                            |  |  |  |  |  |  |  |  |  |  |  |  |  |  |  |
| |                                            |  |  |  |  |  |  |  |  |  |  |  |  |  |  |  |
| | Niên thị                                   |  |  |  |  |  |  |  |  |  |  |  |  |  |  |  |
| |                                            |  |  |  |  |  |  |  |  |  |  |  |  |  |  |  |
| |                                            |  |  |  |  |  |  |  |  |  |  |  |  |  |  |  |
| | Hiếu Nghi Thuần hoàng hậu Ngụy Giai thị    |  |  |  |  |  |  |  |  |  |  |  |  |  |  |  |
| |                                            |  |  |  |  |  |  |  |  |  |  |  |  |  |  |  |
| |                                            |  |  |  |  |  |  |  |  |  |  |  |  |  |  |  |
| | Dương Giai thị                             |  |  |  |  |  |  |  |  |  |  |  |  |  |  |  |
| |                                            |  |  |  |  |  |  |  |  |  |  |  |  |  |  |  |
| |                                            |  |  |  |  |  |  |  |  |  |  |  |  |  |  |  |
| | Tuyên Tông Thành hoàng đế Mân Ninh         |  |  |  |  |  |  |  |  |  |  |  |  |  |  |  |
| |                                            |  |  |  |  |  |  |  |  |  |  |  |  |  |  |  |
| |                                            |  |  |  |  |  |  |  |  |  |  |  |  |  |  |  |
| | Ái Hưng A                                  |  |  |  |  |  |  |  |  |  |  |  |  |  |  |  |
| |                                            |  |  |  |  |  |  |  |  |  |  |  |  |  |  |  |
| |                                            |  |  |  |  |  |  |  |  |  |  |  |  |  |  |  |
| | Hỉ Tháp Lạp Thường An                      |  |  |  |  |  |  |  |  |  |  |  |  |  |  |  |
| |                                            |  |  |  |  |  |  |  |  |  |  |  |  |  |  |  |
| |                                            |  |  |  |  |  |  |  |  |  |  |  |  |  |  |  |
| | Vương Giai thị                             |  |  |  |  |  |  |  |  |  |  |  |  |  |  |  |
| |                                            |  |  |  |  |  |  |  |  |  |  |  |  |  |  |  |
| |                                            |  |  |  |  |  |  |  |  |  |  |  |  |  |  |  |
| | Thừa Ân công Hòa Nhĩ Kinh Ngạch            |  |  |  |  |  |  |  |  |  |  |  |  |  |  |  |
| |                                            |  |  |  |  |  |  |  |  |  |  |  |  |  |  |  |
| |                                            |  |  |  |  |  |  |  |  |  |  |  |  |  |  |  |
| | Lý Giai thị                                |  |  |  |  |  |  |  |  |  |  |  |  |  |  |  |
| |                                            |  |  |  |  |  |  |  |  |  |  |  |  |  |  |  |
| |                                            |  |  |  |  |  |  |  |  |  |  |  |  |  |  |  |
| | Hiếu Thục Duệ Hoàng hậu Hỉ Tháp Lạp thị    |  |  |  |  |  |  |  |  |  |  |  |  |  |  |  |
| |                                            |  |  |  |  |  |  |  |  |  |  |  |  |  |  |  |
| |                                            |  |  |  |  |  |  |  |  |  |  |  |  |  |  |  |
| | Vương Giai thị                             |  |  |  |  |  |  |  |  |  |  |  |  |  |  |  |
| |                                            |  |  |  |  |  |  |  |  |  |  |  |  |  |  |  |
| |                                            |  |  |  |  |  |  |  |  |  |  |  |  |  |  |  |

- Thân phụ: Thanh Nhân Tông Gia Khánh Hoàng đế.
- Thân mẫu: Hiếu Thục Duệ Hoàng hậu Hỉ Tháp Lạp thị (孝淑睿皇后喜塔腊氏, 1760 - 1797).

### Hoàng hậu

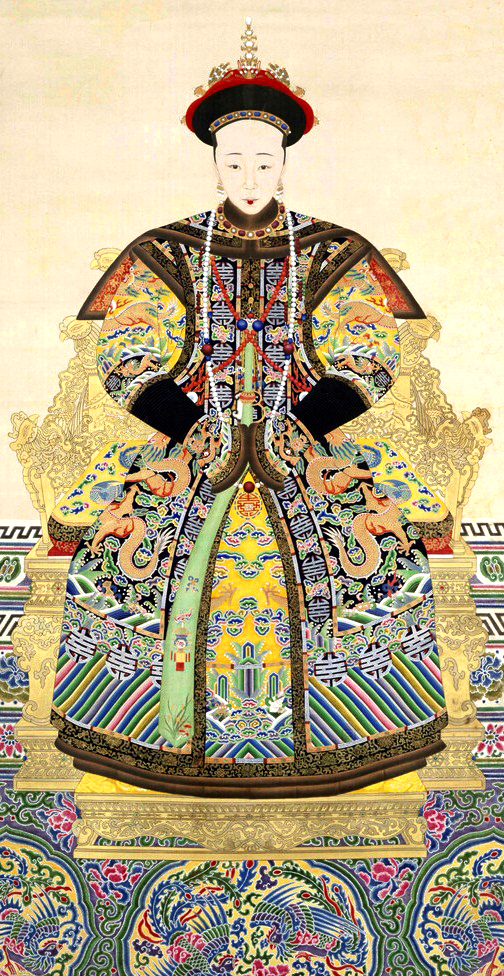
Hiếu Mục Thành Hoàng hậu Nữu Hỗ Lộc thị

- Hiếu Mục Thành Hoàng hậu Nữu Hỗ Lộc thị (? – 17 tháng 2 năm 1808), con gái của Bố Ngạn Đạt Lãi (布彥達賚) thuộc dòng dõi Khác Hi công Át Tất Long. Bà là nguyên phối phúc tấn của Đạo Quang nhưng qua đời khi ông còn là Trí Thân vương, chưa từng ở ngôi Hoàng hậu. Không con.

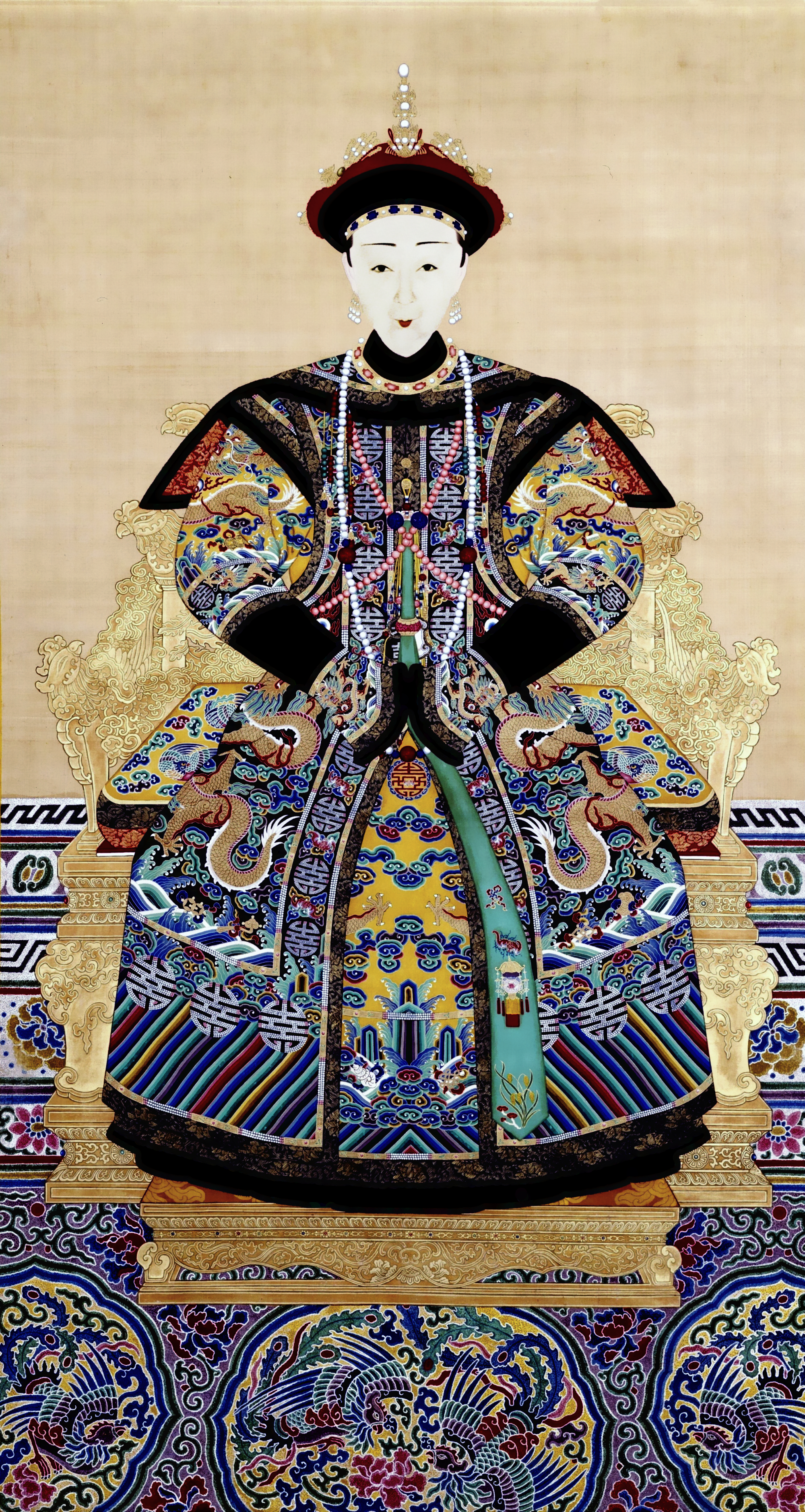
Hiếu Thận Thành Hoàng hậu Đông Giai thị

- Hiếu Thận Thành Hoàng hậu Đông Giai thị (1790 – 29 tháng 4 năm 1833), con gái của Thư Minh A (舒明阿). Bà là kế phúc tấn của Đạo Quang nhưng trở thành Hoàng hậu đầu tiên của ông, chỉ sinh được Đoan Mẫn Công chúa.

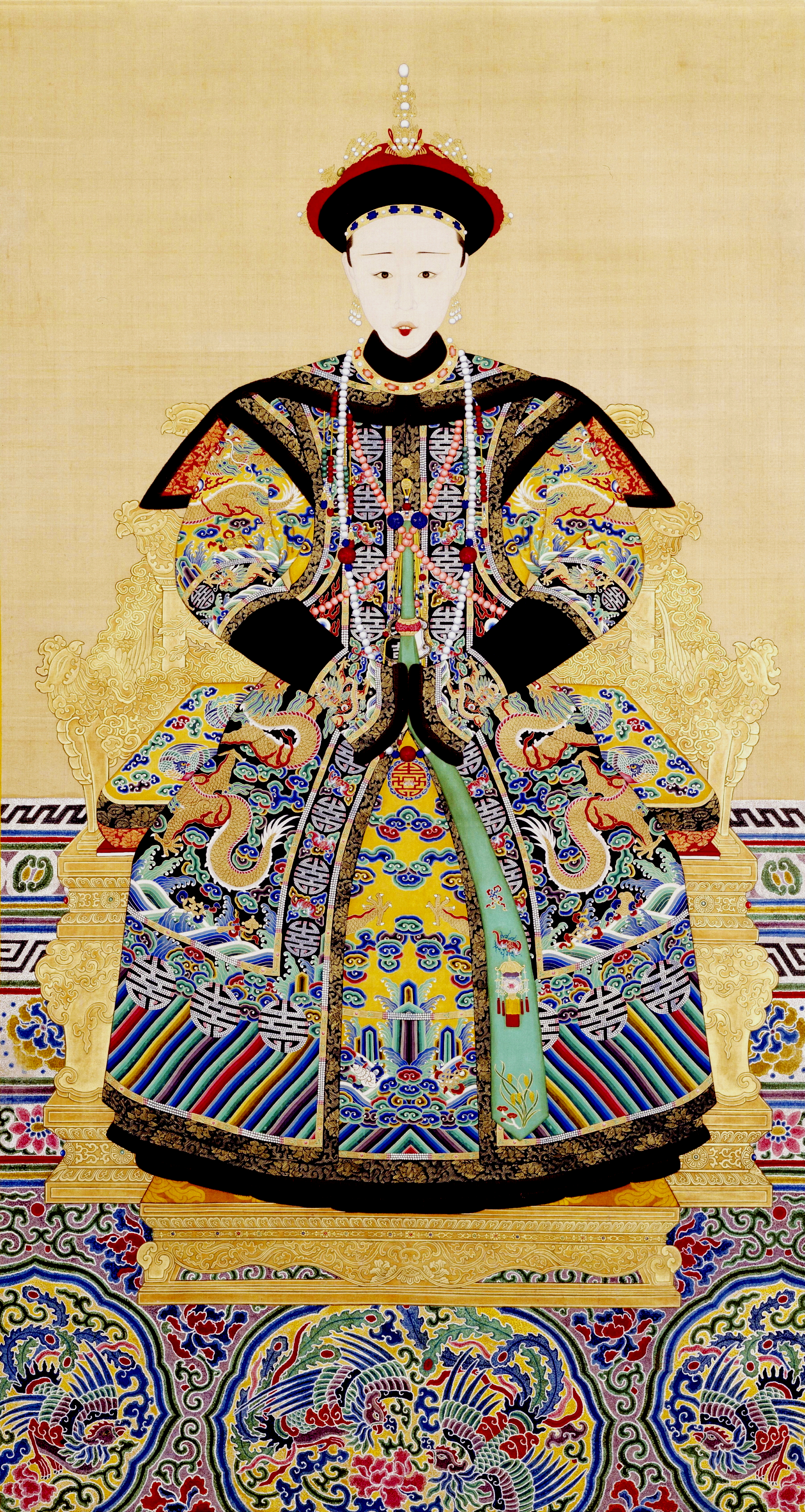
Hiếu Toàn Thành Hoàng hậu Nữu Hỗ Lộc thị

- Hiếu Toàn Thành Hoàng hậu Nữu Hỗ Lộc thị (24 tháng 3 năm 1808 – 13 tháng 2 năm 1840), con gái của Di Linh (颐龄). Bà nhập cung được phong làm Quý nhân rồi dần thăng đến Toàn Quý phi. Sau khi Hiếu Thận Thành Hoàng hậu qua đời, bà trở thành Hoàng quý phi nắm quyền nhiếp lục cung sự rồi sau đó kế vị Hoàng hậu. Sinh Đoan Thuận Công chúa, Thọ An Công chúa và Hàm Phong Đế.

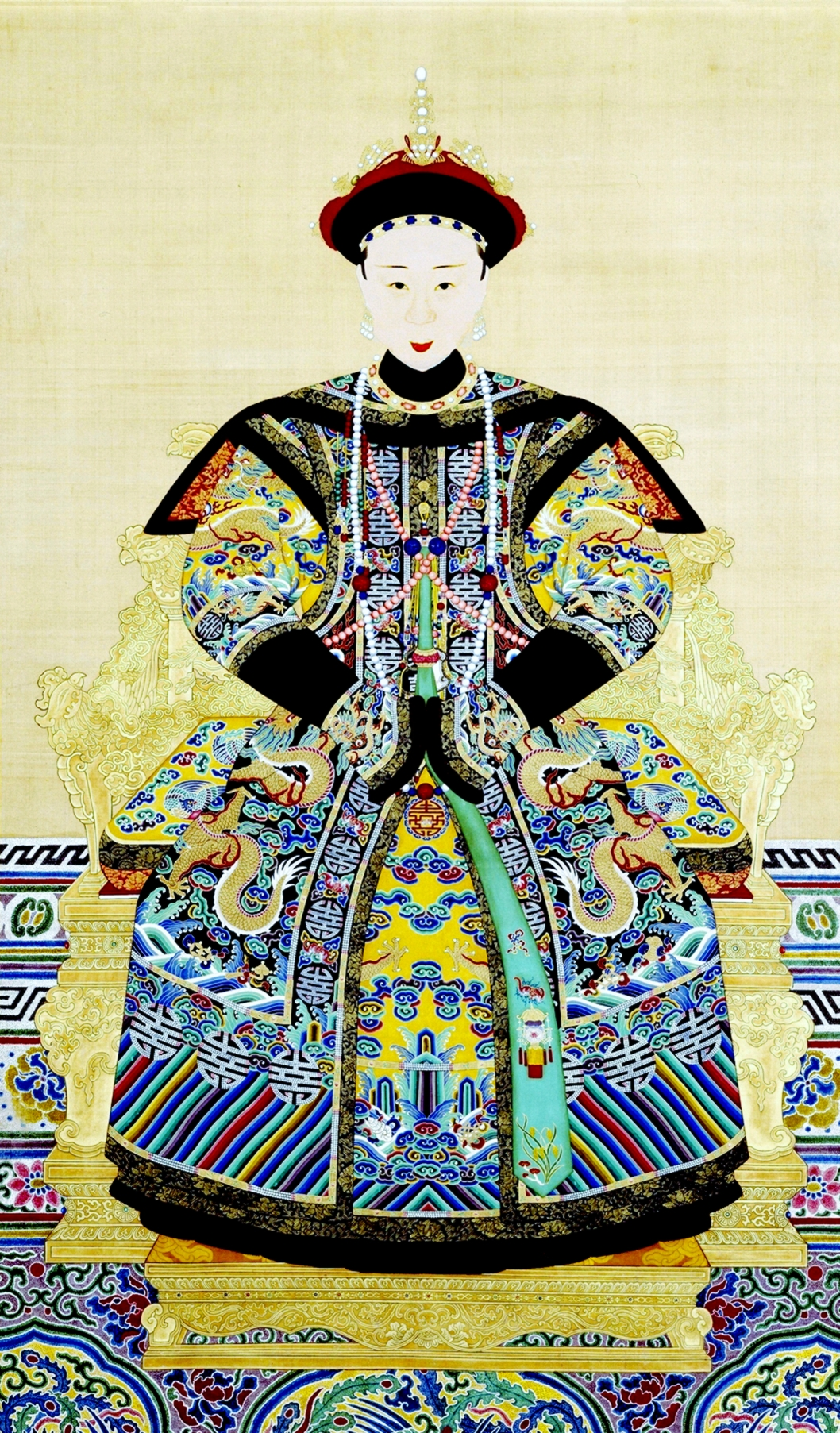
Hiếu Tĩnh Thành Hoàng hậu Bác Nhĩ Tế Cát Đặc thị

- Hiếu Tĩnh Thành Hoàng hậu Bác Nhĩ Tề Cát Đặc thị (19 tháng 6 năm 1812 – 21 tháng 8 năm 1855) là con gái của Hoa Lương A (花良阿) thuộc dòng dõi của Nguyên Chiêu Tông. Bà chỉ là Hoàng quý phi dưới thời Đạo Quang, sau đó được Hàm Phong tôn làm Hoàng khảo Khang Từ Hoàng Quý Thái phi rồi Khang Từ Hoàng Thái Hậu. Sinh Dịch Cương, Dịch Kế, Thọ Ân Công chúa và Dịch Hân.

### Phi tần
- Hoàng quý phi
  - Trang Thuận Hoàng quý phi Ô Nhã thị (29 tháng 11 năm 1822 – 26 tháng 11 năm 1866) là con gái của Linh Thọ. Bà nhập cung phong Lâm Quý nhân, dần thăng đến Quý phi. Được tôn làm Hoàng khảo Lâm Quý Thái phi thời Hàm Phong và Hoàng tổ Lâm Hoàng Quý Thái phi thời Đồng Trị. Sinh Dịch Hoàn, Dịch Hỗ, Dịch Huệ và Thọ Trang Công chúa.
- Quý phi:
  - Đồng Quý phi Thư Mục Lộc thị (? – 1877) là con gái của Lang trung Ngọc Chương (玉彰). Bà nhập cung được phong là Đồng Quý nhân, dần thăng đến Quý phi, sau bị giáng làm Quý nhân. Được tôn làm Hoàng khảo Đồng tần thời Hàm Phong và Hoàng tổ Đồng phi rồi Đồng Quý phi thời Đồng Trị. Sinh Hoàng thất nữ, Thọ Hi Công chúa và Hoàng thập nữ.
  - Giai Quý phi Quách Giai thị (1817 – 1890) không rõ gia thế xuất thân, từng được phong đến Giai tần nhưng sau bị giáng làm Quý nhân. Được tôn làm Hoàng khảo Giai tần thời Hàm Phong và Hoàng tổ Giai phi rồi Giai Quý phi thời Đồng Trị. Không con.
  - Thành Quý phi Nữu Hỗ Lộc thị (8 tháng 2 năm 1813 – 30 tháng 3 năm 1888) là con gái của Tuyên Dũng công Phong Thân Nghi Miên – con trai trưởng của Nhất đẳng công Hòa Lâm, nhập cung được phong làm Thành Quý nhân, từng được phong Tần nhưng sau bị giáng làm Quý nhân. Được tôn làm Hoàng khảo Thành tần thời Hàm Phong và Hoàng tổ Thành phi rồi Thành Quý phi thời Đồng Trị.
- Phi:
  - Hòa phi Na Lạp thị (? – 4 tháng 4 năm 1836) là con gái của Khanh hàm Thành Văn (成文). Bà vốn là cách cách ở tiềm để, sau được đặc biệt phong làm Trắc Phúc tấn vì sinh hạ Hoàng trưởng tử. Đạo Quang Đế kế vị, bà được sách phong Hòa tần, sau thăng Hòa phi (和妃). Sinh Dịch Vĩ.
  - Tường phi Nữu Hỗ Lộc thị (9 tháng 2 năm 1808 – 15 tháng 2 năm 1861) là con gái của Lang trung Cửu Phúc (久福). Bà từng được phong đến Tường phi nhưng lại bị giáng làm Quý nhân. Được tôn làm Hoàng khảo Tường tần thời Hàm Phong và Hoàng tổ Tường phi thời Đồng Trị. Sinh Dịch Thông, Hoàng nhị nữ và Thọ Tang Công chúa.
  - Thường phi Hách Xá Lý thị (31 tháng 12 năm 1808 – 7 tháng 10 năm 1860) không rõ gia thế, là Quý nhân dưới thời Đạo Quang, được tôn phong Hoàng khảo Thường tần thời Hàm Phong và Hoàng tổ Thường phi thời Đồng Trị.
- Tần:
  - Trân tần Hách Xá Lý thị là con gái của Án sát Dung Hải (容海). Nhập cung được phong Quý nhân, thăng đến Trân phi nhưng bị giáng làm Trân tần.
  - Điềm tần Phú Sát thị (? – 19 tháng 7 năm 1845) nguyên là Trắc Phúc tấn của Đạo Quang khi còn là Thân vương.
  - Dự tần Thượng Giai thị không rõ xuất thân, được tôn làm Hoàng tổ Dự tần thời Đồng Trị.
  - Thuận tần Na Lạp thị (1811 – 1868) từng được thăng Thuận Quý nhân nhưng sau bị giáng làm Thường tại. Được tôn làm Hoàng khảo Thuận Quý nhân thời Hàm Phong và Hoàng tổ Thuận tần thời Đồng Trị.
  - Hằng tần Thái Giai thị (? – 27 tháng 6 năm 1876) từng được phong Nghi Quý nhân nhưng bị giáng làm Đáp ứng. Được tôn làm Hoàng tổ Hằng tần thời Đồng Trị.
- Quý nhân
  - Bình Quý nhân Triệu thị (? – 5 tháng 5 năm 1823) là cách cách ở tiềm để, được phong làm Quý nhân, mất khi còn trẻ.
  - Định Quý nhân Tôn thị (? – 24 tháng 1 năm 1843) là cách cách ở tiềm để, được phong làm Quý nhân.
  - Ý Quý nhân Lý thị (25 tháng 11 năm 1827 – 26 tháng 3 năm 1872) là con gái của Nội vụ phủ Lục khố Lang trung Lý Thiện Bảo (李善保). Từng được phong làm Ý Thường tại nhưng sau bị giáng làm Đáp ứng. Được tôn làm Hoàng tổ Quý nhân thời Đồng Trị.
  - Lộc Quý nhân Na thị (5 tháng 8 năm 1825 – 9 tháng 9 năm 1865) là con gái của Quản lĩnh Na Tuấn (那俊). Từng được phong làm Lộc Thường tại nhưng bị giáng làm Đáp ứng. Được tôn làm Hoàng tổ Quý nhân thời Đồng Trị.
- Mạn Thường tại (? – 1833) không rõ danh tính, nhập cung được phong làm Thường tại năm 1831, mất sau 2 năm.
- Mục Đáp ứng Hách Xá Lý thị (? – 1835) từng được phong làm Mục tần nhưng sau bị giáng làm Đáp ứng.
- Quan nữ tử Lưu thị (? – 1842) được phong làm Đáp ứng nhưng bị giáng làm Quan nữ tử sau 2 năm.

### Hậu duệ
| # | Danh hiệu                                   | Tên             | Sinh                     | Mất                      | Mẹ                        | Ghi chú |
| --- | ------------------------------------------- | --------------- | ------------------------ | ------------------------ | ------------------------- | --- |
| Hoàng tử |                                             |                 |                          |                          |                           | |
| 1 | Ẩn Chí Quận vương (隱志郡王)                | Dịch Vĩ         | 16 tháng 5 năm 1808      | 23 tháng 5 năm 1831      | Hoà phi                   | Được phong Bối lặc năm 1819 bởi Gia Khánh Đế. Sau khi qua đời, được Đạo Quang Đế ban thụy Ẩn Chí, thời Hàm Phong Đế được truy thụy đầy đủ là Ẩn Chí Quận vương.                                                           |
| 2 | Thuận Hoà Quận vương (順和郡王)             | Dịch Cương      | 22 tháng 11 năm 1826     | 5 tháng 3 năm 1827       | Hiếu Tĩnh Thành Hoàng hậu | Chết yểu. |
| 3 | Tuệ Chất Quận vương (慧質郡王)              | Dịch Kế         | 2 tháng 12 năm 1829      | 22 tháng 1 năm 1830      | Hiếu Tĩnh Thành Hoàng hậu | Chết yểu. |
| 4 | Văn Tông Hiển Hoàng đế                      | Dịch Trữ        | 17 tháng 7 năm 1831      | 22 tháng 8 năm 1861      | Hiếu Toàn Thành Hoàng hậu | Kế vị, tức Hàm Phong Đế |
| 5 | Đôn Cần Thân vương (惇勤亲王)               | Dịch Thông      | 23 tháng 7 năm 1831      | 18 tháng 2 năm 1889      | Tường phi                 | Được nhận nuôi bởi Đôn Khác Thân vương Miên Khải, con trai thứ ba của Gia Khánh Đế, vì vậy ông được thừa tước Đôn Thân vương.                                                                                             |
| 6 | Cung Trung Thân vương (恭忠亲王)            | Dịch Hân        | 11 tháng 1 năm 1833      | 29 tháng 5 năm 1898      | Hiếu Tĩnh Thành Hoàng hậu | Nhân vật chính trị đáng kể thời Đồng Trị. |
| 7 | Thuần Hiền Thân vương (醇贤亲王)            | Dịch Hoàn       | 16 tháng 10 năm 1840     | 1 tháng 1 năm 1891       | Trang Thuận Hoàng quý phi | Thân sinh ra Thanh Đức Tông Quang Tự Đế. Là một Hoàng thân quan trọng thời kì Từ Hi Thái hậu nhiếp chính. |
| 8 | Chung Đoan Quận vương (鍾端郡王)            | Dịch Hỗ         | 14 tháng 3 năm 1844      | 17 tháng 12 năm 1868     | Trang Thuận Hoàng quý phi | |
| 9 | Phu Kính Quận vương (孚敬郡王)              | Dịch Huệ        | 15 tháng 11 năm 1845     | 22 tháng 3 năm 1877      | Trang Thuận Hoàng quý phi | |
| Hoàng nữ (Từ năm 1844, Đạo Quang Đế quy định rằng về sau khi xưng hô Công chúa, phong hiệu viết ở đằng trước, mà "Cố Luân" cùng "Hòa Thạc" đều viết ở sau và chỉ ngay trước hai chữ Công chúa) |                                             |                 |                          |                          |                           | |
| 1 | Đoan Mẫn Cố Luân Công chúa (端憫固倫公主)   | Hoàng trưởng nữ | 3 tháng 7 năm 1813       | 20 tháng 10 năm 1819     | Hiếu Thận Thành Hoàng hậu | |
| 2 |                                             | Hoàng nhị nữ    | 13 chính nguyệt năm 1825 | 14 tháng 7 năm 1825      | Tường phi                 | |
| 3 | Đoan Thuận Cố Luân Công chúa (端順固倫公主) | Hoàng tam nữ    | 20 tháng 2 năm 1825      | 8 tháng 11 năm 1835      | Hiếu Toàn Thành Hoàng hậu | |
| 4 | Thọ An Cố Luân Công chúa (壽安固倫公主)     | Hoàng tứ nữ     | 6 tháng 4 năm 1826       | 3 tháng 3 năm 1860       | Hiếu Toàn Thành Hoàng hậu | Hạ giá lấy Đức Mục Sở Khắc Trát Bố (德穆楚克扎布), thuộc Bát Nhĩ Tế Cát Đặc đại bộ tộc, con trai của Nại Man bộ Quận vương A Hoàn Đô Ngoã Đệ Trát Bố (阿完都瓦第扎布).                                                    |
| 5 | Thọ Tang Hòa Thạc Công chúa (壽臧和碩公主)  | Hoàng ngũ nữ    | 19 tháng 10 năm 1829     | 9 tháng 7 năm 1856       | Tường phi                 | Hạ giá lấy Na Mộc Đô Lỗ Ân Sùng (那木都鲁恩崇). |
| 6 | Thọ Ân Cố Luân Công chúa (壽恩固倫公主)     | Hoàng lục nữ    | 7 tháng 12 năm 1830      | 13 tháng 4 năm 1859      | Hiếu Tĩnh Thành Hoàng hậu | Hạ giá lấy Cảnh Thọ của tộc Sa Tế Phú Sát thị, một trong Cố mệnh bát đại thần của Thanh Văn Tông. |
| 7 |                                             | Hoàng thất nữ   | 2 tháng 10 năm 1840      | 20 tháng 12 năm 1844     | Đồng Quý phi              | |
| 8 | Thọ Hi Hòa Thạc Công chúa (壽禧和碩公主)    | Hoàng bát nữ    | 26 tháng 12 năm 1841     | 2 tháng 8 năm 1866       | Đồng Quý phi              | Hạ giá lấy Trát Lạp Phong A (扎拉丰阿) thuộc danh tộc Nữu Hỗ Lộc. |
| 9 | Thọ Trang Cố Luân Công chúa (壽莊固倫公主)  | Hoàng cửu nữ    | 13 tháng 2 năm 1842      | 14 tháng 2 năm 1884      | Trang Thuận Hoàng quý phi | Sơ phong Hòa Thạc Công chúa, hạ giá lấy Đức Huy (德徽) của họ Bát La Đằng (博罗特氏), thế tập tước Thành Dũng công (诚勇公). Năm 1863, Ngạch phò Đức Huy qua đời, Công chúa được Đồng Trị Đế phong làm Cố Luân Công chúa. |
| 10 |                                             | Hoàng thập nữ   | 17 tháng 3 năm 1844      | 20 chính nguyệt năm 1845 | Đồng Quý phi              | |

## Phim ảnh truyền hình
Nhân vật Hoàng đế Đạo Quang trong phim Đại Thanh hậu cung. Bộ phim này có thể nói là hướng về tình yêu nhiều hơn so với các bộ phim đề tài Hậu cung khác, có nhiều ý kiến cho rằng nhân vật Tây Lâm Xuân (Tây Giác La Lâm Xuân) diễn xuất của nhân vật không biết là hướng đến mục đích là gì.
Nhân vật Hoàng đế Đạo Quang do Trần Cẩm Hồng đóng vai trong Vạn Phụng Chi Vương (2011).